# Graham Watson

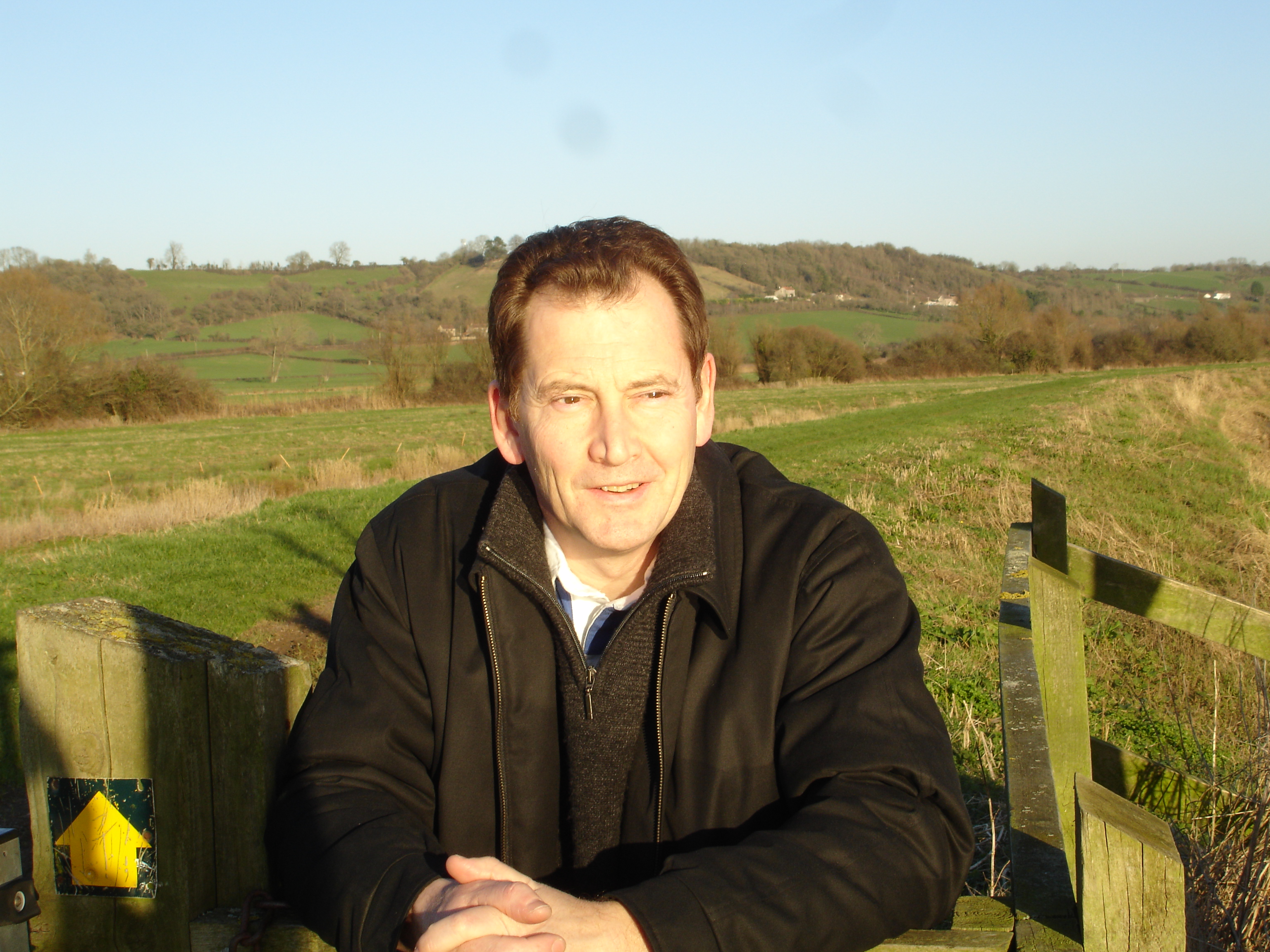
Graham Watson

Sir Graham Watson (Rothesay, 23 maart 1956) is een Brits politicus, actief als lid van de Liberal Democrats.

## Biografie
Hij werd geboren op het Schotse eiland Bute, in het gezin van een officier in the Royal Navy en een onderwijzeres. In 1979 studeerde hij af als bachelor in de moderne talen aan de Heriot-Watt University in Edinburgh. Nadien ging hij aan de slag als tolk, gevolgd door een opdracht aan de University of the West of Scotland, tot 1983.
Ondertussen was Watson reeds politiek actief in de liberale beweging sinds 1972. Hij was er onder meer ondervoorzitter en secretaris-generaal van de jeugdorganisatie binnen de liberale partij. Van 1983 tot 1987 was hij kabinetschef van de partijleider David Steel. In 1988 trad hij in dienst bij de HSBC-bank.

### Europees Parlement
Watson werd de eerste keer verkozen voor het Europees Parlement in 1994. Samen met Robin Teverson was hij de eerste verkozen Britse liberaal. In 1999, 2004 en 2009 werd Watson telkens herkozen voor een zetel in het Europees Parlement.
Van 2002 tot 2009 was hij fractieleider voor de Partij van de Alliantie van Liberalen en Democraten voor Europa, om in 2009 opgevolgd te worden door de Belg Guy Verhofstadt. In 2011 werd hij verkozen tot algemeen voorzitter van de Partij van Europese Liberalen en Democraten op het congres in Palermo, als opvolger van Annemie Neyts. Bij de Europese Parlementsverkiezingen van 2014 wist Watson in zijn district geen zetel te behalen.
In 2011 werd hij geridderd tot Knight Bachelor.